# سيزار سانتيس
سيزار سانتيس (بالإسبانية: César Santis)‏ هو لاعب كرة قدم ومدرب كرة قدم تشيلي في مركز الوسط، ولد في 5 فبراير 1979 في سانتياغو في تشيلي. لعب مع أوداكس إيتاليانو وإسبانيول وإيفرتون دي فينا ديل مار وريال مورسيا ويونيون إسبانيولا.